# Solarpark Pavagada
Der Solarpark Pavagada ist mit Stand 2021 der drittgrößte Solarpark der Welt. Er liegt im Taluk Pavagada, Distrikt Tumakuru, Karnataka in Indien. Der 2019 fertiggestellte Park hat eine Kapazität von 2.050 MW. Seit April 2021 ist er der drittgrößte Photovoltaik-Solarpark der Welt nach dem 2.245 MW Bhadla Solar Park in Rajasthan und dem 2.200 MW Huanghe Hydropower Hainan Solar Park in China. Die Gesamtkosten des Projekts belaufen sich auf 1480 Mio. Indische Rupien (19 Millionen Euro).

## Geschichte
Da Projekt wurde von der Solar Energy Corporation of India in Zusammenarbeit mit der Karnataka Renewable Energy Development Ltd. Der Vorsitzende des State High Level Clearance Committee (SLHCC) genehmigte am 29. Oktober 2015 den Vorschlag von KSPDCL, einen Solarpark in Pavagada zu errichten. Das Projekt erstreckt sich über eine Gesamtfläche von 13.000 Acres (53 km²), die die fünf Dörfer Balasamudra, Tirumani, Kyataganacharlu, Vallur und Rayacharlu umfasst.
Pavagada wurde aus mehreren Gründen als Standort für das Projekt ausgewählt. Abgesehen von der hohen Sonneneinstrahlung und der Verfügbarkeit von Land erhält die Region nur sehr wenig Niederschlag. Der Taluk Pavagada liegt in einem halbtrockenen Gebiet auf einem von felsigen Hügeln umgebenen Hochplateau. In den letzten 6 Jahrzehnten wurde die Region von der Regierung Karnatakas 54 Mal als von Dürre betroffen erklärt. Außerdem ist die Region kaum besiedelt und die meisten Bewohner sind arme Bauern. Viele Bewohner der Region sind aus wirtschaftlichen Gründen in das etwa 180 km entfernte Bengaluru gezogen. Das Land wurde von den örtlichen Bauern gegen eine jährliche Zahlung ausgeliehen.
Die Arbeiten an dem Solarpark begannen im Oktober 2016. Am 14. Dezember 2017 gab Fortum bekannt, dass es ein 100-MW-Solarkraftwerk in Pavagada ans Netz angeschlossen hat. Tata Power Renewable Energy nahm am 19. Dezember 2017 100 MW in dem Park in Betrieb, und weitere 50 MW am 2. Januar 2018. Im November 2019 wurde der Solarpark mit einer Leistung von 1850 MW zum damals leistungsfähigsten Solarpark der Welt.